# Sarzana
Sarzana ist eine italienische Kleinstadt am Fluss Magra in der Provinz La Spezia in Ligurien mit 21.786 Einwohnern (Stand 31. Dezember 2023). Zwei Festungen prägen das Bild des Ortes: die Burg Fortezza di Sarzanello von Castruccio Castracani auf einem Hügel über der Stadt, an deren Konstruktion unter anderem Matteo Civitali mitwirkte, und die Burg Firmafede (La Citadella) im historischen Zentrum.

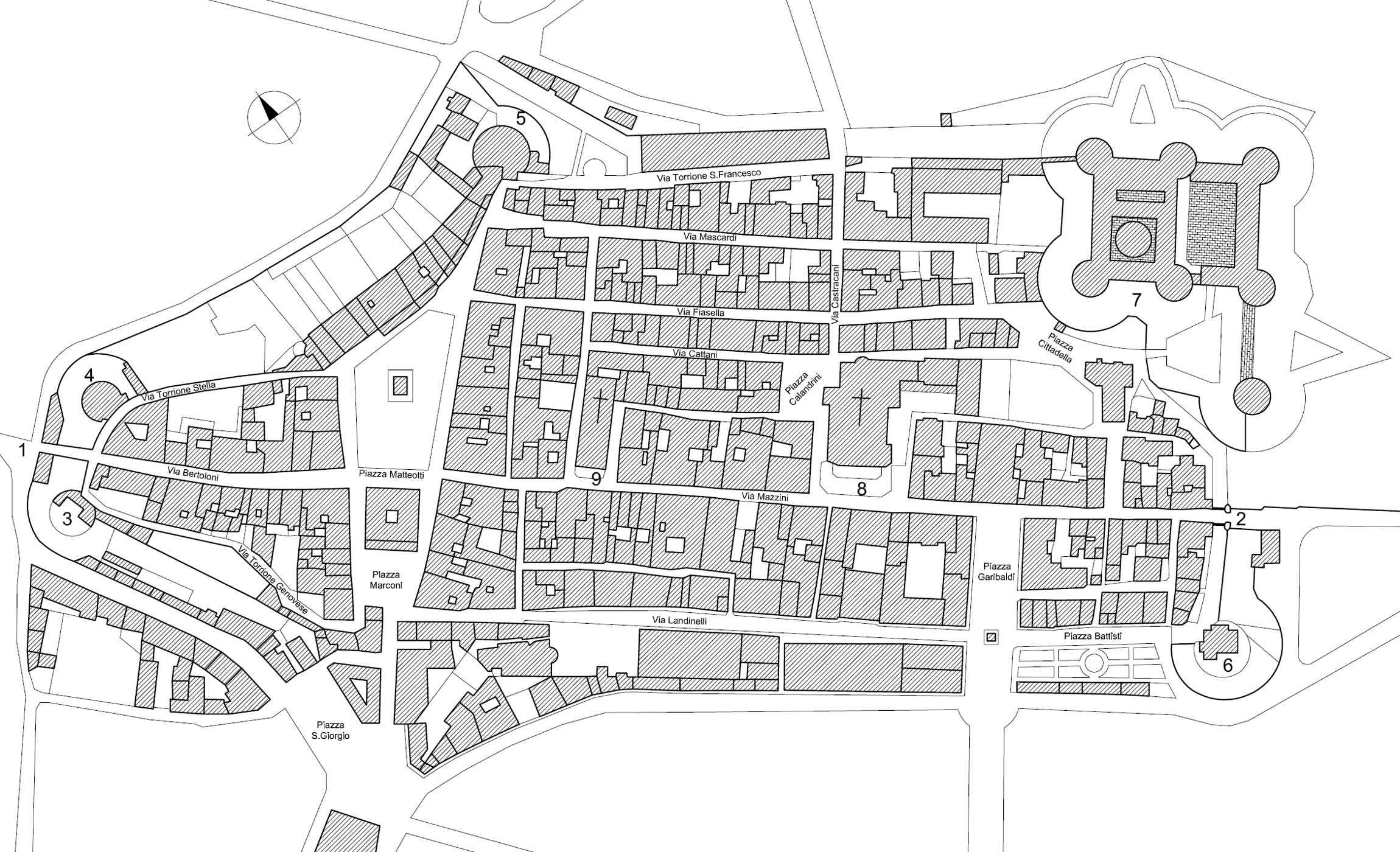
Plan der Altstadt von Sarzana – Tore: 1) Parma, 2) Romana –
Wachtürme: 3) S.Giorgio, 4) Stella, 5) S.Francesco, 6) Testaforte –
7) Burg: Fortezza Firmafede – Kirchen: 8) S.Maria, 9) S.Andrea.

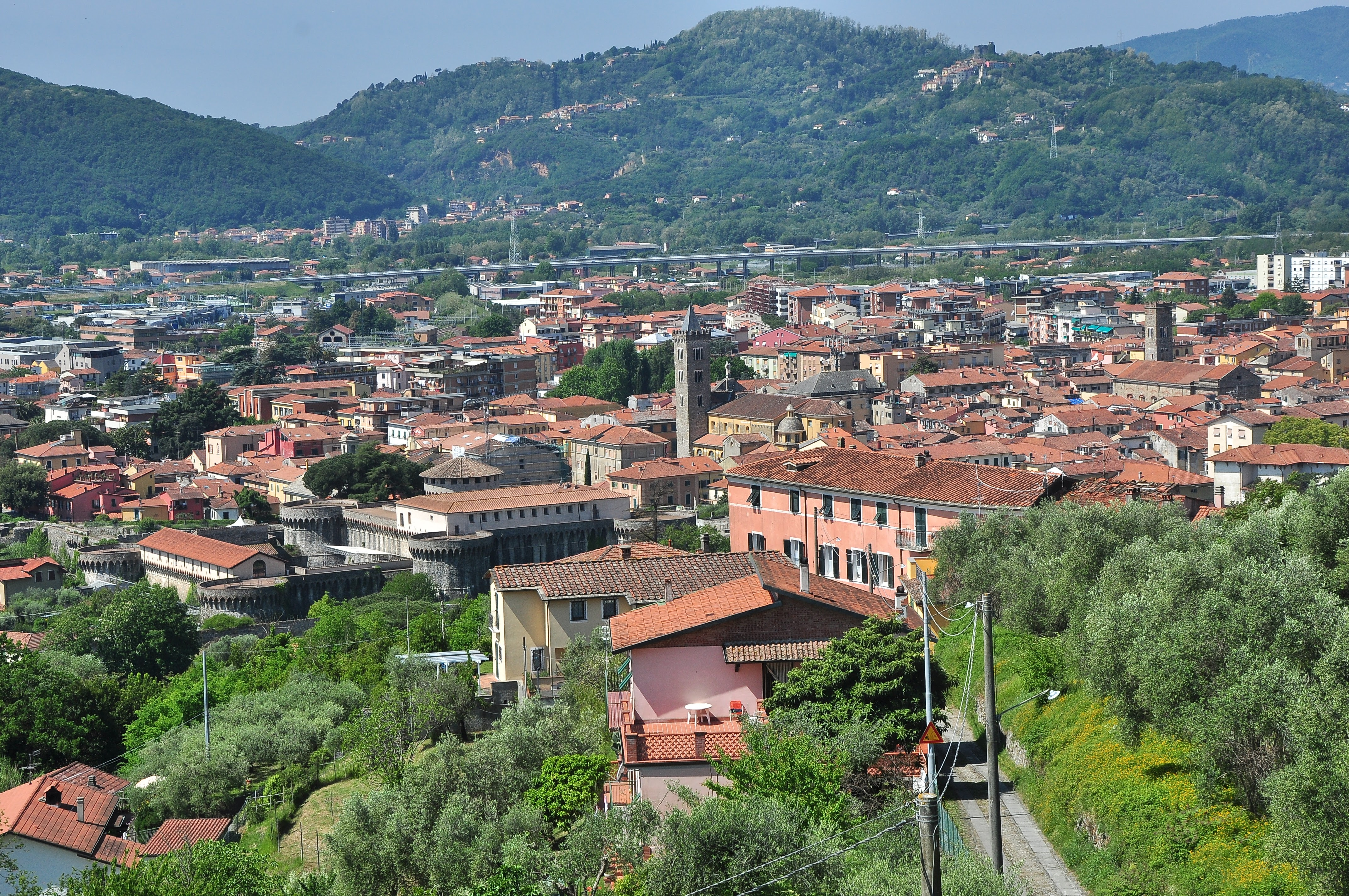
Blick auf Sarzana

## Geschichte
Der Name Sarzana wird zum ersten Mal in einer Urkunde des Kaisers Otto I. vom 19. Mai 963 erwähnt. Sie übernimmt gewissermaßen die Nachfolge der antiken Stadt  Luna, die wegen der allmählichen Versumpfung und damit Malaria-Verseuchung und der damaligen Sarazenen-Einfälle aufgegeben wurde. Einen Aufschwung nahm Sarzana im Jahr 1163, als es direkt dem Kaiser (als Herrn über Reichsitalien) unterstellt wurde und damit Wegzoll erheben und sich mit einer Schutzmauer umgeben durfte. Seit etwa 1200 gehörte die Familie Buonaparte zu den Patrizierfamilien der Stadt; 1490 ging jener Zweig nach Korsika, aus dem Napoleon stammt. 1474 wurde die Kathedrale Santa Maria Assunta fertiggestellt. Sarzana gehörte wechselnd zu Pisa, Lucca, Genua und Florenz, ab 1562 fiel Sarzana endgültig unter die Herrschaft Genuas bzw. Liguriens. 1921 wurde Sarzana zum Schauplatz von gewalttätigen Auseinandersetzungen, den sogenannten Fatti di Sarzana, als etwa 500 bewaffnete Anhänger des aufkommenden Faschismus sich ein Gefecht mit Carabinieri lieferten, bei dem es zu 18 Toten und etwa 30 Verletzten kam.

## Wirtschaft
An der Mündung der Magra befinden sich Werftanlagen der Firma Intermarine. In der Nähe liegt der Militärflugplatz Sarzana-Luni.

## Ehrenbürger
Am 29. November 1953 wurde an der Piazza S. Giorgio eine Gedenktafel für Rudolf Jacobs errichtet, der sich als desertierter Wehrmachtssoldat der Resistenza angeschlossen hatte. Darüber hinaus wurde er postum zum Ehrenbürger der Stadt ernannt.

## Gemeindepartnerschaften
Partnerschaften bestehen zwischen Sarzana und der französischen Gemeinde Villefranche-de-Rouergue im Département Aveyron sowie mit der ungarischen Stadt Eger.

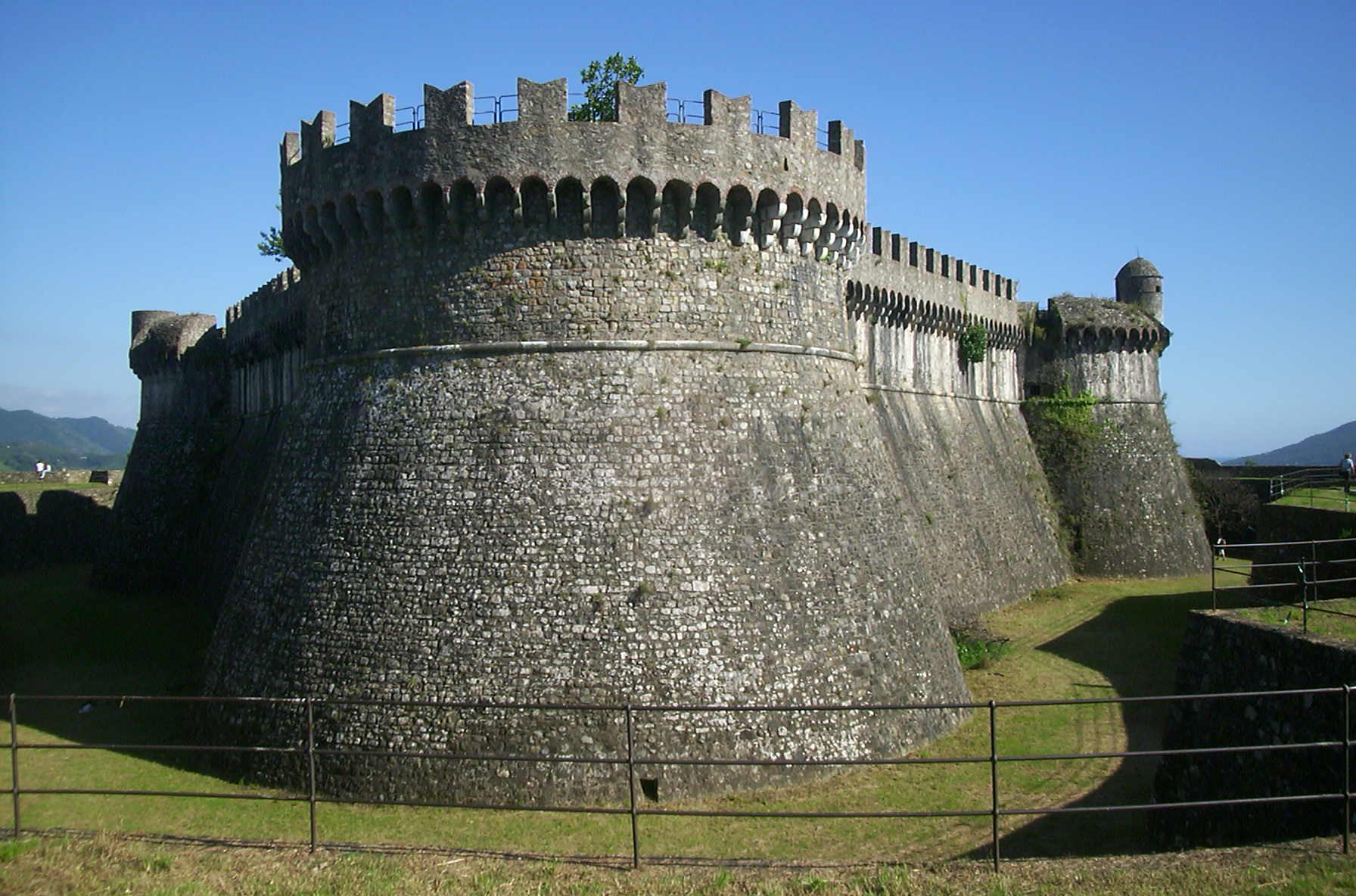
Fortezza Firmafede
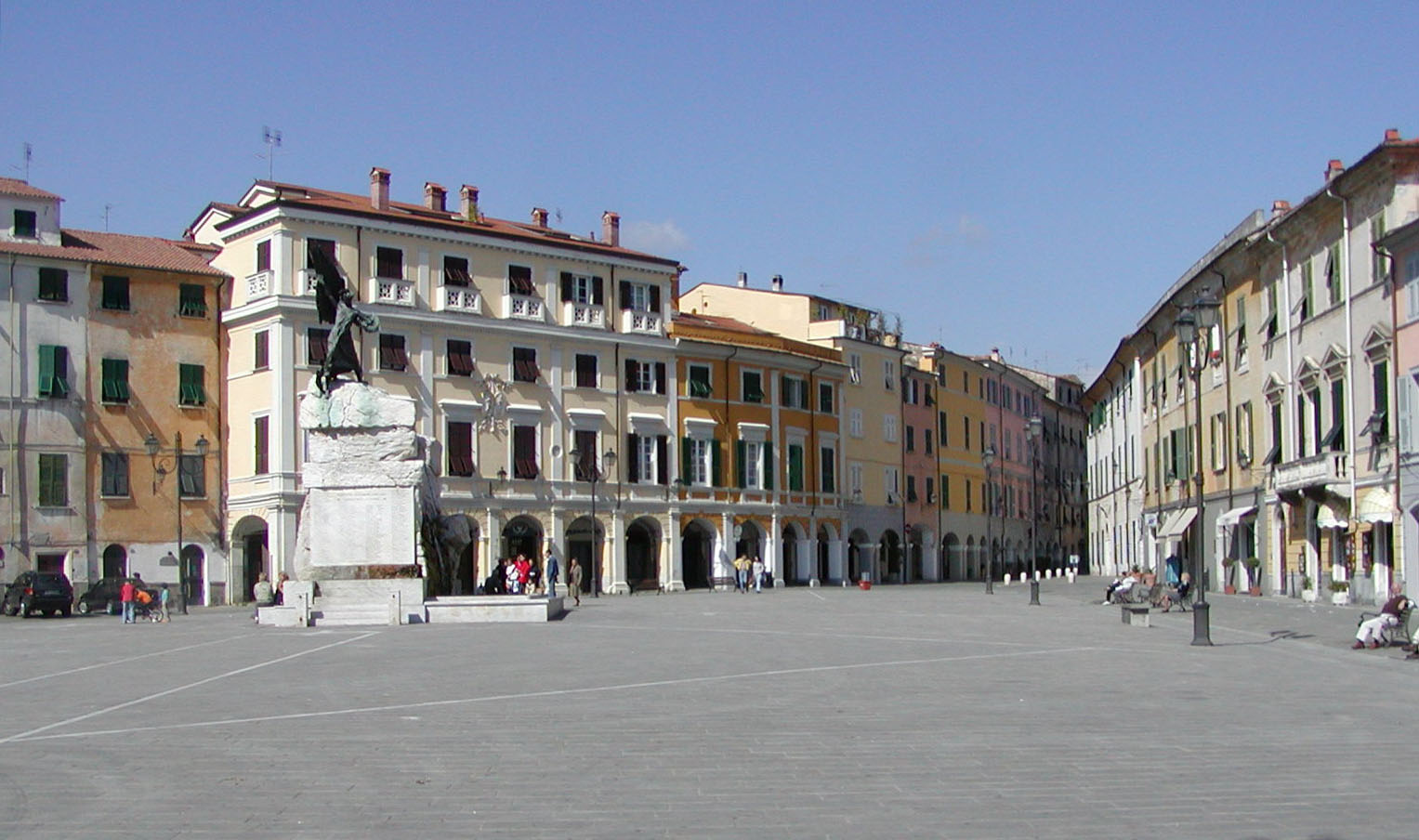
Piazza Matteotti
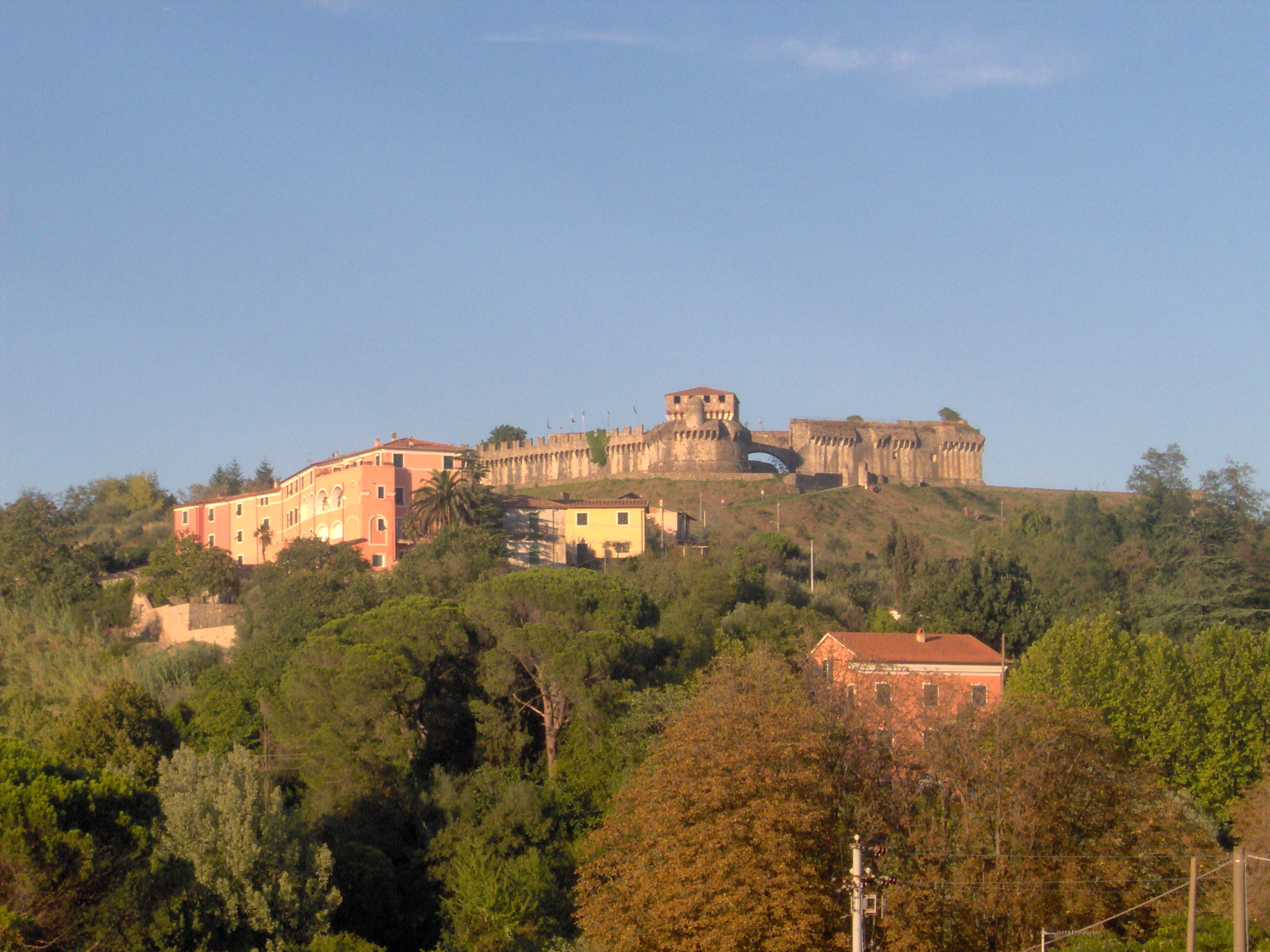
Fortezza Sarzanello
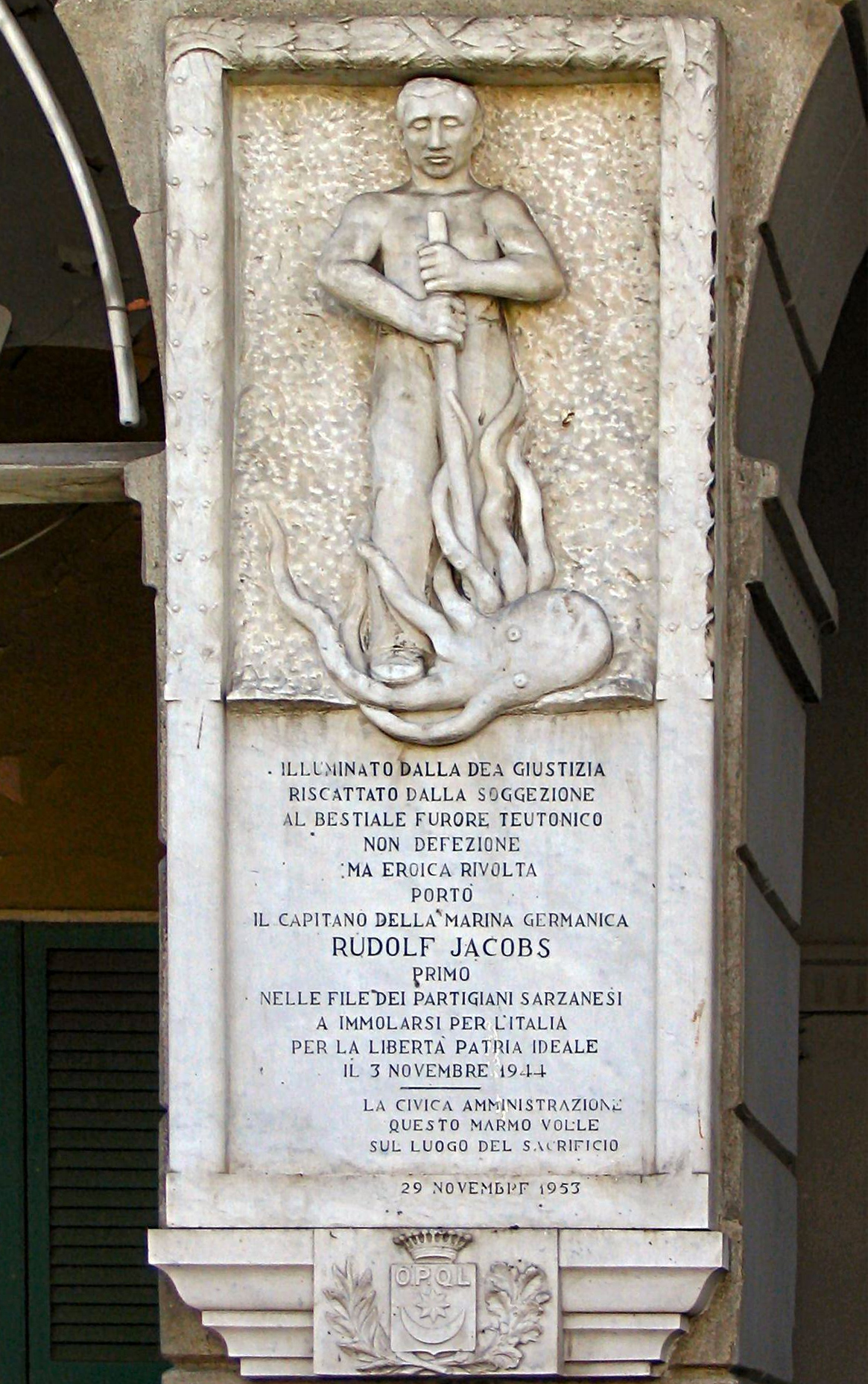
Gedenktafel für Rudolf Jacobs
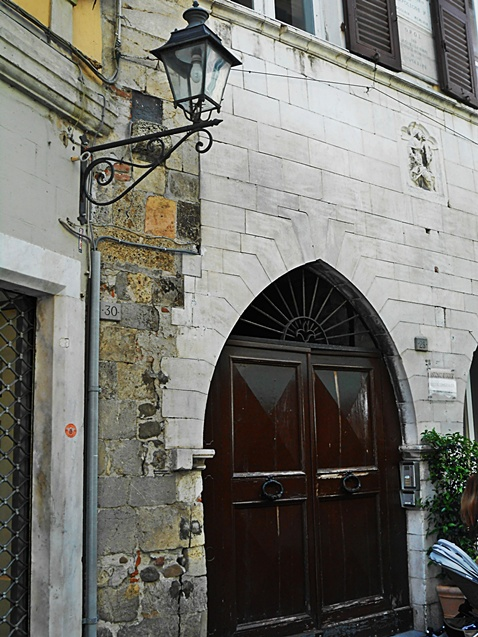
Casa Buonaparte

## Persönlichkeiten
- Die Patrizierfamilie Buonaparte erscheint erstmals urkundlich mit Gianfaldo Buonaparte um 1200 in Sarzana. Sie bewohnte hier seit dem 13. Jahrhundert einen Geschlechterturm (Casa torre dei Buonaparte, Viale Mazzini 26–28), von dem das Erdgeschoss bis heute seinen mittelalterlichen Charakter bewahrt hat.[4]
- Nikolaus V. (1397–1455), Papst
- Filippo Calandrini (1403–1476), Kardinal
- Domenico Fiasella, genannt „Il Sarzana“ (1589–1669), Maler des Genueser Barock
- Filippo Casoni (1733–1811), Kardinalstaatssekretär
- Antonio Bertoloni (1775–1869), Botaniker
- Domenico Lucciardi (1796–1864), Kardinal
- Guido Battelli (1869–1955), Schriftsteller
- Rina Ketty (1911–1996), französische Chansonsängerin
- Giulio Girola (1912–1973), Film- und Theaterschauspieler
- Giorgio Vizzardelli (1922–1973), Serienmörder, beging fünf Morde in Sarzana
- Umberto Fiori (* 1949), Schriftsteller, Lyriker und Musiker
- Lorenzo Bernucci (* 1979), Radrennfahrer
- Davide Silvestri (* 1980), Radrennfahrer
- Francesco Cassata (* 1997), Fußballspieler
- Filippo Romano (* 2005), Tennisspieler